# Aniconismo en el cristianismo

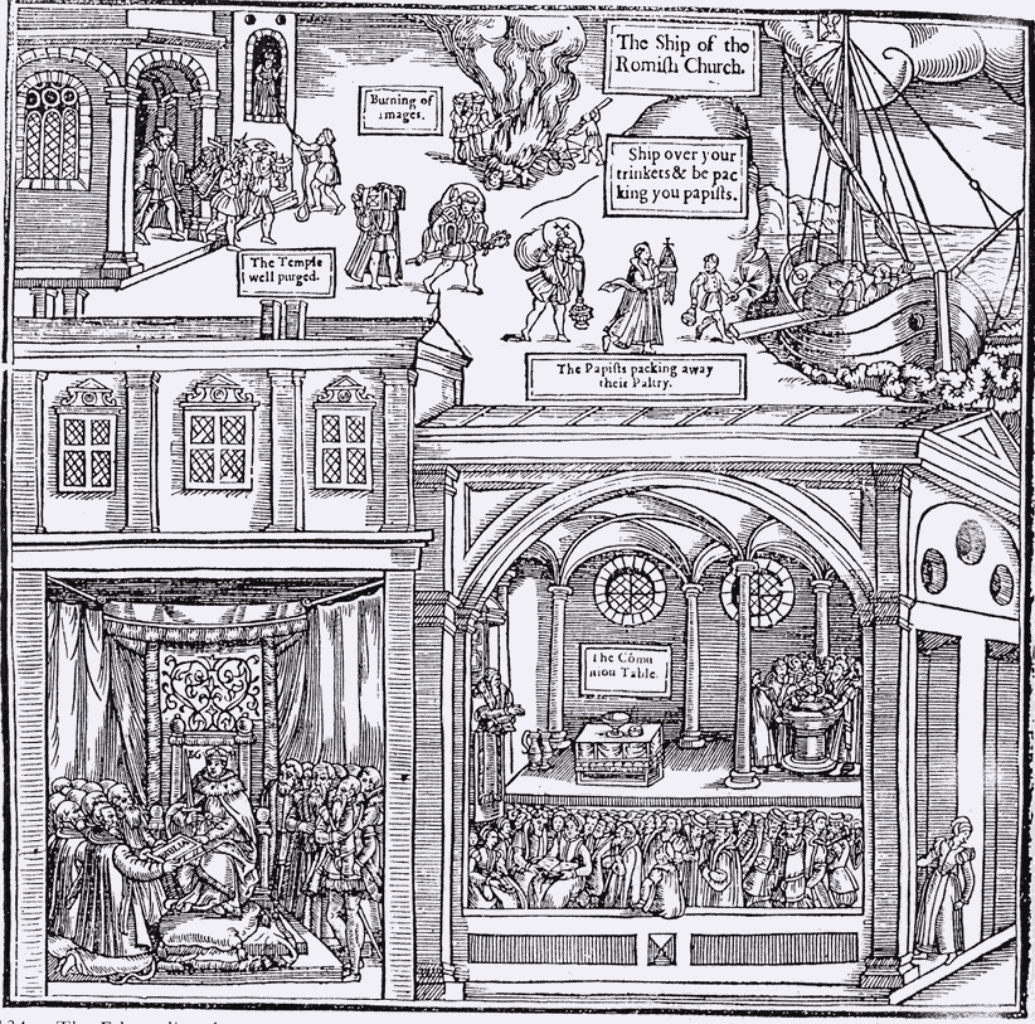
Xilografía de 1563 del libro protestante El libro de los mártires que muestra la destrucción de imágenes católicas en la parte superior. Eduardo VI, a quien Cranmer encargó emular la purga de Josías del Templo, se muestra entronizado en la parte inferior izquierda, mientras que en la parte inferior derecha tiene lugar un servicio religioso reformado según el Libro de Oración Común.

A medida que pasaba el tiempo, el asunto de las imágenes se iba enconando hasta que los católicos se dividieron en dos grupos: los “iconoclastas” (enemigos de las imágenes) y los “iconolatras” (partidarios de las imágenes); por fin, intervino el emperador bizantino León III; éste es el relato: “En el año 730, y formando parte de sus medidas de reforma, el emperador León III prohibía el culto de las imágenes. Empezaba entonces un período de agitación religiosa que duraría más de un siglo y que es conocido en la Historia como la controversia de las imágenes. [
El aniconismo es la ausencia de representaciones materiales del mundo natural y sobrenatural en diversas culturas. La mayoría de las denominaciones del cristianismo no han practicado generalmente el aniconismo, o la evitación o prohibición de este tipo de imágenes, incluso remontándose al  arte y arquitectura cristianos primitivos. Los que profesan la fe han tenido generalmente una tradición de hacer obras de arte y  medios de comunicación cristianos representando a Dios, Jesús, El Espíritu Santo, figuras religiosas incluyendo santos y profetas, y otros aspectos de la teología como La Trinidad y Manus Dei.
Sin embargo, ha habido períodos de aniconismo en Historia cristiana, especialmente durante la controversia de la iconoclasia bizantina del siglo VIII, y tras la Reforma protestante del siglo XVI, cuando el calvinismo en particular rechazó todas las imágenes en las iglesias, y esta práctica continúa hoy en algunas iglesias reformadas (calvinistas), así como en algunas formas de cristianismo fundamentalista. La Iglesia Católica siempre ha defendido el uso de imágenes sagradas en iglesias, santuarios y hogares, fomentando su  veneración pero condenando a cualquiera que las adorara como si fueran dioses en sí mismas.
El uso de iconos e imágenes religiosas sigue siendo defendido al más alto nivel por líderes religiosos de las principales confesiones cristianas, como algunos luteranos, anglocatólicos y católicos romanos. La veneración de iconos es también un elemento clave de la doxología de la Iglesia Ortodoxa Oriental. La Iglesia católica y la Iglesia ortodoxa oriental aceptan el concilio eclesiástico que condenó la iconoclasia y ordenó el uso de imágenes sagradas, los iconos de santos y el crucifijo en iglesias, santuarios públicos y hogares. La explicación de la coherencia de las imágenes sagradas con la religión cristiana se basó en gran medida en los argumentos de San Juan Damasceno.
El anglicanismo moderno contiene ambas escuelas de pensamiento: el aniconismo y el iconodulismo. Mientras que algunos anglicanos (típicamente de la variedad Iglesia baja) mantienen el aniconismo de la Reforma inglesa, articulado en los mandatos religiosos de Eduardo VI e Isabel I, así como el Libro de las Homilías que contiene las homilías contra el peligro de la idolatría y la superflua decoración de las iglesias, otros anglicanos, influidos por el Movimiento de Oxford y posteriormente por el anglocatolicismo, han vuelto a introducir el uso devocional de imágenes en sus iglesias.
El aniconismo cristiano sólo ha abarcado imágenes seculares en general en muy raras ocasiones, a diferencia del aniconismo en el Islam; los grupos anabaptistas como los amish son raras excepciones.

## Cristianismo primitivo
Varias voces del cristianismo primitivo expresaron "serias reservas sobre los peligros de las imágenes", aunque la contextualización de estas observaciones ha sido a menudo fuente de fuertes controversias, ya que los mismos textos fueron sacados a la luz a intervalos en siglos posteriores. Ernst Kitzinger describió las menciones de las opiniones cristianas sobre las imágenes cristianas anteriores a mediados del siglo VI como "dispersas y manchadas", y de un período anterior escribió:

Es un hecho sorprendente que cuando la pintura y la escultura comenzaron a infiltrarse en las salas de asambleas y cementerios cristianos, lo hicieron prácticamente sin ser escuchadas ni por los opositores ni por los apologistas del cristianismo, aunque éstos estuvieran inmersos en apasionadas disputas sobre los ídolos y la idolatría. Ninguna declaración literaria del período anterior al año 300 haría sospechar la existencia de imágenes cristianas que no fueran los símbolos más lacónicos y jeroglíficos.

Sin embargo, de la arqueología se desprende que el uso de imágenes cristianas figurativas bastante complejas estaba muy extendido en esa fecha. Hay menciones de imágenes de Jesús a partir del siglo II. Las Catacumbas de Roma contienen las primeras imágenes, en su mayoría pintadas, pero también  relieves esculpidos en sarcófagos, que datan de finales del siglo II en adelante. Jesús se representa a menudo mediante símbolos pictogramas, aunque también se le retrata. En la Casa de la iglesia de Dura Europos, de hacia 230-256, que de las iglesias muy tempranas que se conservan es la que está en mejor estado, hay frescos de escenas bíblicas que incluyen una figura de Jesús, así como a Cristo como Buen Pastor.
La posición protestante tradicional sobre la historia de las imágenes en los lugares de culto, sin embargo, es expresada por Philip Schaff, quien afirmó que:

Pero antes de la época de Constantino no encontramos ningún rastro de una imagen de Cristo propiamente dicha, excepto entre los gnósticos carpocratianos y en el caso del emperador pagano Alejandro Severo, que adornó su capilla doméstica como una especie de Panteón panteísta con representantes de todas las religiones. La idea arriba mencionada de la apariencia personal poco atractiva de Jesús, el silencio total de los Evangelios al respecto y la prohibición de imágenes en el Antiguo Testamento impidieron a la Iglesia hacer imágenes o estatuas de Cristo hasta la era de Nicea, cuando se produjo una gran reacción en este sentido, aunque no sin una oposición enérgica y continuada durante mucho tiempo.

El análisis de Paul Corby Finney de los escritos y restos materiales de los primeros cristianos distingue tres fuentes diferentes de actitudes que afectaban a los primeros cristianos sobre la cuestión: "primero, que los humanos podían tener una visión directa de Dios; segundo, que no podían; y, tercero, que aunque los humanos podían ver a Dios era mejor que no miraran, y tenían estrictamente prohibido representar lo que habían visto". Estas derivaban respectivamente de las religiones paganas griegas y del Próximo Oriente, de la filosofía de la Antigua Grecia y de la tradición judía y el Antiguo Testamento. De los tres, Finney concluye que "en general, la aversión de Israel a las imágenes sagradas influyó en el cristianismo primitivo considerablemente menos que la tradición filosófica griega de la deidad invisible definida apofáticamente", por lo que pone menos énfasis en el trasfondo judío de la mayoría de los primeros cristianos que la mayoría de los relatos tradicionales. Finney también sugiere que "las razones de la no aparición del arte cristiano antes del año 200 no tienen nada que ver con la aversión de principio al arte, con el otro-mundo, o con el anti-materialismo. La verdad es simple y mundana: los cristianos carecían de tierras y capital. El arte requiere ambas cosas. Tan pronto como empezaron a adquirir tierras y capital, los cristianos comenzaron a experimentar con sus propias formas distintivas de arte".
Las imágenes se asociaron con la idolatría de la Antigua religión romana pagana y otros cultos y religiones de su entorno, y gran parte de la polémica cristiana temprana se dedicó a atacar al paganismo por idolatría. En el siglo I las cuestiones se discuten en las Cartas de San Pablo y una prohibición de la idolatría se incluye en el Decreto Apostólico. Las objeciones a los "dispositivos decorativos y simbólicos, imágenes narrativas y didácticas", una descripción que abarca gran parte aunque no todo el arte cristiano más temprano, eran mucho menores, ya que estos no eran plausiblemente capaces de "abuso idolátrico"; según Kitzinger, "gran parte del arte de las catacumbas romanas delata un estudiado intento de evitar cualquier sospecha o estímulo de prácticas idolátricas". Jocelyn Toynbee está de acuerdo: "En el arte bidimensional y aplicado de este tipo nunca hubo peligro de idolatría en el sentido de adoración real de imágenes de culto y cuadros votivos".
En el siglo IV aumentan, aunque de forma dispersa, las expresiones de oposición a las imágenes. En el Concilio de Elvira español no ecuménico (c. 305) los obispos concluyeron: "No deben colocarse imágenes en las iglesias, para que no se conviertan en objetos de culto y adoración", si se entiende así, es la prohibición más temprana de este tipo que se conoce. Aunque una traducción más formal sugeriría que se trata de no pintar imágenes directamente en las paredes para protegerlas del vandalismo.  Eusebio (fallecido en 339) escribió una carta a Constancia (hermana del emperador Constantino) en la que decía "Representar puramente la forma humana de Cristo antes de su transformación, por otra parte, es quebrantar el mandamiento de Dios y caer en el error pagano"; aunque esto no impidió que decorara su mausoleo con tales imágenes. A finales de siglo, el obispo Epifanio de Salamina (fallecido en 403) "parece haber sido el primer clérigo que abordó la cuestión de las imágenes religiosas cristianas como un asunto importante". Escribió un llamamiento a Juan, obispo de Jerusalén (c. 394) en la que relataba cómo arrancó una cortina que colgaba de las puertas de la iglesia decorada con una imagen de 'Cristo o de uno de los santos' y amonestó al otro obispo que tales imágenes son "opuestas ... a nuestra religión", a la vez que sustituía la cortina por otra bordada muy cara. Otros escritores citados en controversias posteriores fueron Clemente de Alejandría, Tertuliano y Lactancio, esta oposición a las imágenes por parte de los líderes eclesiásticos evidenciando por otro lado su uso creciente en las iglesias.En el siglo II también Orígenes de Alejandría se opuso al uso de imágenes.
Se ha sugerido que la cuestión de las imágenes causó una tensión en la Iglesia primitiva entre una élite clerical formada teológicamente y la amplia masa de seguidores de la Iglesia, y quizás especialmente las mujeres; la carta de Eusebio es una de las principales pruebas citadas aquí. Sin embargo, otros estudiosos, entre ellos Finney y Toynbee, discuten esta lectura de las pruebas documentales, señalando que las pruebas físicas de lugares como las Catacumbas de San Calixto sugieren que "las autoridades eclesiásticas al menos toleraron, si no aprobaron, tanto la decoración como el contenido de la iconografía de su propiedad durante un período de tiempo bastante largo".
Existen algunas pruebas de que el uso de imágenes se consideraba especialmente característico de los herejes. Ireneo, (c. 130-202) en su Contra las herejías (1:25-26) dice despectivamente de los gnósticos carpocracianos, "Ellos también poseen imágenes, algunas de ellas pintadas, y otras formadas de diferentes tipos de material; mientras que ellos sostienen que una semejanza de Cristo fue hecha por Pilato en aquel tiempo cuando Jesús vivía entre ellos. Coronan estas imágenes y las colocan junto con las imágenes de los filósofos del mundo, es decir, con las imágenes de Pitágoras, Platón, Aristóteles y los demás. También tienen otros modos de honrar estas imágenes, a la manera de los gentiles [paganos]". Ireneo no habla críticamente de los iconos ni de los retratos en sentido general, sólo de cierto uso de los iconos por parte de los sectarios gnósticos. Por otra parte, en el siglo VIII hay pruebas de que la oposición a las imágenes estaba asociada con lo que para entonces era la herejía en gran medida desaparecida del arrianismo, aunque las pruebas históricas de esto ahora parecen escasas, e importantes mosaicos figurativos tempranos en Italia fueron creados bajo el dominio arriano.

## Después de Constantino
Sin embargo, a medida que el cristianismo se extendía cada vez más entre los gentiles con tradiciones de imágenes religiosas, y especialmente tras la conversión de Constantino (c. 312), la legalización del cristianismo y, más tarde en ese mismo siglo, el establecimiento del cristianismo como religión estatal del Imperio romano, mucha gente nueva acudió a las nuevas grandes iglesias públicas, que empezaron a decorarse con imágenes que sin duda se inspiraban en parte en la imaginería imperial y pagana: "Las representaciones de Cristo como el Señor Todopoderoso en su trono del juicio debían algo a las imágenes de Zeus. Los retratos de la Madre de Dios no eran totalmente independientes de un pasado pagano de veneradas diosas-madre. En la mente popular, los santos habían venido a desempeñar un papel que antes habían desempeñado héroes y deidades". La posibilidad de que el arte cristiano fuera un movimiento desde abajo, desaprobado por la jerarquía clerical, desaparece en las grandes iglesias construidas con patrocinio imperial a instancias de dicha jerarquía.
La evidencia literaria más temprana de proskynesis ante las imágenes proviene de la primera mitad del siglo VI; ya era común ante la cruz a finales del siglo IV. El encendido de velas ante las imágenes, y el dejar velas y lámparas encendidas (yendo más allá de lo que podría ser meramente necesario para verlas realmente) se menciona en fuentes del siglo VI.

## De Justiniano a la época iconoclasta
El período posterior al reinado de Justiniano (527-565) fue testigo, evidentemente, de un enorme aumento en el uso de imágenes, tanto en volumen como en calidad, y de una reacción aniclástica creciente. Según Kitzinger, "durante finales de los siglos VI y VII las prácticas devocionales ante imágenes se hicieron elaboradas, comunes e intensas". Además, fue en este periodo cuando las imágenes parecen haberse hecho comunes en los hogares cristianos, y "una vez admitidas en ese ámbito su uso y abuso estaba fuera de control". Las menciones literarias a las imágenes cristianas aumentan enormemente, en los relatos de los peregrinos a Tierra Santa, en las obras de historia y en los relatos populares de la vida de los santos; al mismo tiempo, algunos de estos comienzan a mencionar actos de iconoclasia contra las imágenes. El carácter legendario de gran parte de los dos últimos tipos de material es evidente, pero los relatos siguen siendo pruebas de prácticas en torno a las imágenes y creencias sobre lo que éstas eran capaces de hacer.
Es en este periodo cuando la atribución a imágenes individuales del potencial para alcanzar, canalizar o desplegar diversas formas de gracia espiritual o poder divino se convierte en un motivo habitual en la literatura. En los numerosos relatos de milagros, existe una "tendencia a romper la barrera entre imagen y prototipo", de modo que "la imagen actúa o se comporta como se espera que actúe o se comporte el propio sujeto. Da a conocer sus deseos ... Promulga enseñanzas evangélicas, ... Cuando se le ataca, sangra... [y] en algunos casos se defiende de los infieles con la fuerza física...". Las imágenes hacen promesas y exigen que se cumplan las promesas hechas por otros, son inmunes a los ataques y, sobre todo, las imágenes otorgan "algún tipo de beneficio material a.... El ejemplo más famoso de esto es el papel atribuido a la Imagen de Edesa (o Mandylion) en el fracaso del asedio persa a la ciudad en 544. La imagen no se menciona en el relato de los hechos de la guerra de Edesa. La imagen no se menciona en el relato de  Procopio, que escribe poco después del suceso, pero aparece por primera vez como agente del fracaso en la historia de Evagrio Escolástico de alrededor de 593. Aunque la mayoría de las veces las imágenes se describen como actuando a través de algún tipo de intermediario, a veces el contacto físico directo produce el beneficio, como en el caso de un pozo seco que se volvía a llenar cuando se bajaba un icono en el cubo, o el beneficio médico atribuido a beber un poco de yeso molido de un fresco en agua.
En el siglo VI, Juliano de Atramitión se opuso a la escultura, pero no a la pintura, que es efectivamente la postura ortodoxa hasta nuestros días, excepto para las obras pequeñas.

## Iconoclasia bizantina

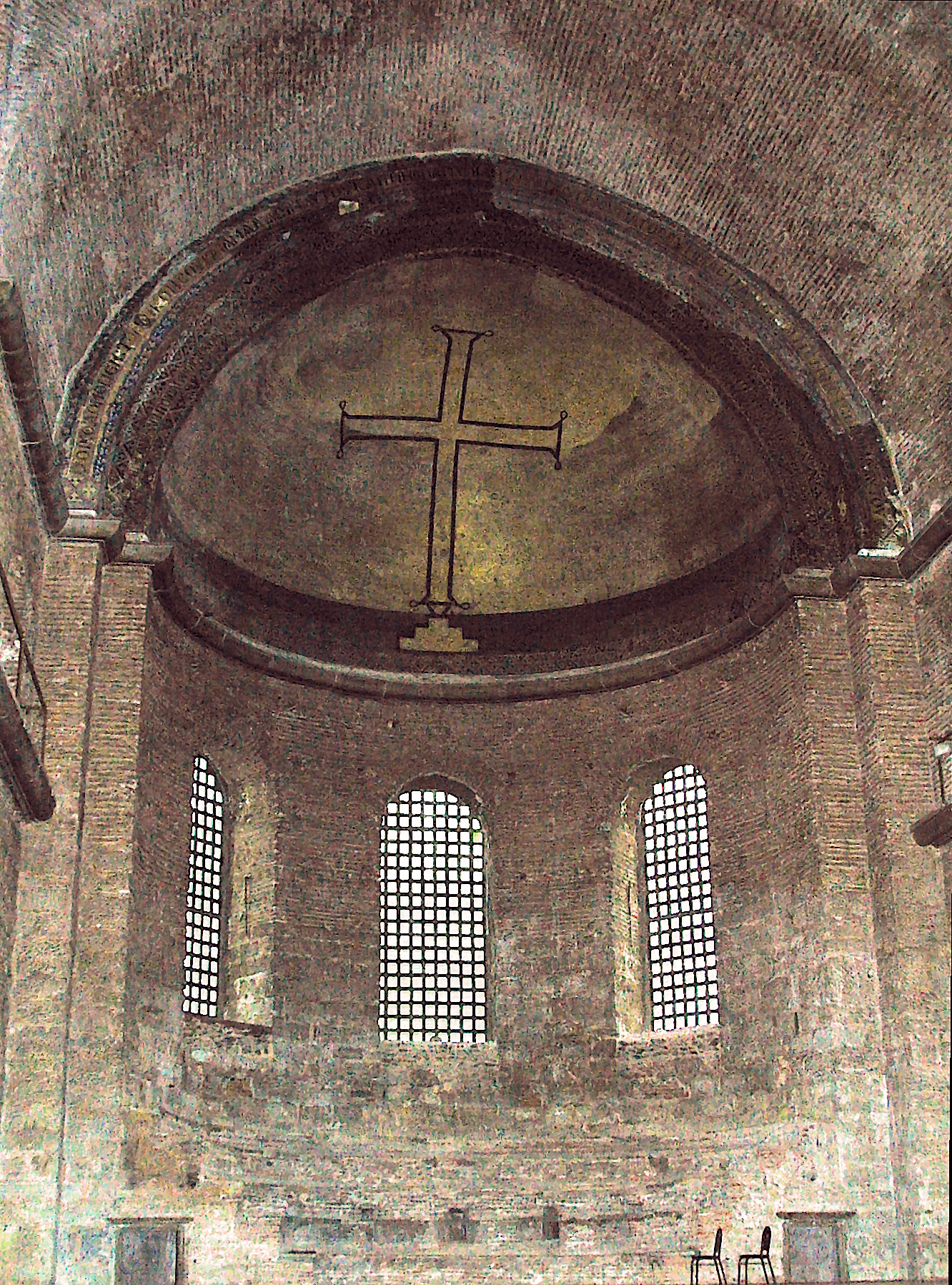
Una simple cruz sustituyó a una figura de mosaico durante la iconoclasia bizantina, Iglesia Hagia Irene de Estambul

Hubo dos períodos de iconoclasia, o destrucción de imágenes, en el Imperio bizantino, a mediados del siglo VIII y principios del IX. Los argumentos de los iconoclastas permanecen bastante oscuros, ya que casi todos sus escritos fueron destruidos tras el "Triunfo de la ortodoxia". La simple creencia de que las imágenes eran idolátricas parece haber sido su principal motivo; se hacía referencia a las prohibiciones sobre la adoración de imágenes esculpidas en los Ley Mosaica, y a declaraciones anicónicas de los Padres de la Iglesia, algunas de las cuales pueden haberse perdido ahora. Una cuestión teológica giraba en torno a las dos naturalezas de Jesús. Los iconoclastas creían que los iconos no podían representar las naturalezas divina y humana del Mesías al mismo tiempo, sino por separado. Dado que un icono que representara a Jesús como puramente físico sería Nestorianismo, y uno que lo mostrara como humano y divino no podría hacerlo sin confundir las dos naturalezas en una naturaleza mixta, lo que era Monofisitismo, todos los iconos eran por tanto heréticos.
Los aspectos políticos de los conflictos son complejos y tienen que ver con las relaciones entre los emperadores bizantinos, los concilios de la Iglesia Ortodoxa y el Papa. Se ha discutido mucho sobre la posible influencia en los iconoclastas del aniconismo en el Islam, religión centenaria que había infligido devastadoras derrotas a Bizancio en las décadas anteriores. La mayoría de los estudiosos rechazan la influencia religiosa directa, aunque muchos opinan que el sentimiento de crisis producido por las derrotas a manos del Islam contribuyó al movimiento iconoclasta. Tanto la cruz como las imágenes seculares bidimensionales siguieron siendo aceptables, de hecho se utilizaron para sustituir a la imaginería religiosa en los dos ejemplos más conocidos. La derrota de la iconoclasia bizantina fue tan rotunda que la cuestión no ha vuelto a plantearse en la Ortodoxia.

## Después de la iconoclasia
La 'escultura monumental' figurativa seguía evitándose en el Occidente hasta la época de Carlomagno alrededor del año 800; los  francos no asociaban la escultura con imágenes de culto y un crucifijo de tamaño natural (con "corpus") conocido por haber estado en la Capilla Palatina (Aquisgrán), fue probablemente una obra fundamental, que abrió el camino al libre uso general de la escultura de gran tamaño. Fue contemporánea de la iconoclasia bizantina (véase más adelante). La escultura religiosa, sobre todo la de gran tamaño y exenta, siempre ha sido muy escasa en el cristianismo oriental. La iglesia occidental estaba ansiosa por distinguir su uso de imágenes de la idolatría, y expuso su posición teológica en los Libri Carolini carolingios, en términos similares pero ligeramente diferentes a los expuestos por la iglesia oriental tras el episodio de la iconoclasia.
En sus viajes por Auvernia entre 1007 y 1020, el clérigo Bernardo de Angers desaprobó al principio los grandes crucifijos con un corpus tridimensional esculpido y otras estatuas religiosas que vio, pero llegó a aceptarlos. La Cruz de Gero, la imagen de crucifijo de tamaño natural más antigua que se conserva, data probablemente de alrededor del año 960.

### Dios Padre
La representación de Dios Padre en el arte siguió siendo inaceptable durante mucho tiempo; normalmente sólo se le mostraba con los rasgos de Jesús, que se habían estandarizado bastante en el siglo VI, en escenas como la del Jardín del Edén. La razón de ello era la doctrina del Cristo preexistente o Logos, que sostiene que Cristo ha existido desde el principio de los tiempos. En pocas palabras, como miembro de la Santísima Trinidad de tres personas en un solo Dios, las representaciones de Dios podían lograrse representando a Jesús como Logos, excepto en los pocos casos en que tanto Jesús como Dios Padre debían mostrarse por separado, como en las escenas del Bautismo de Jesús. Alternativamente, Dios Padre fue representado sólo por la Mano de Dios, que probablemente llegó al arte cristiano desde el judaísmo helenístico, ya que es prominente en las pinturas murales de la Sinagoga de Dura Europos del siglo III en Siria. Las representaciones de Dios Padre, esencialmente como el Antiguo Testamento, en el Libro de Daniel, sólo se generalizaron en Occidente a partir de 1200 aproximadamente, y siguen siendo controvertidas en la ortodoxia oriental, estando aún prohibidas por la Iglesia Ortodoxa Rusa, por ejemplo (donde se considera que las imágenes del Antiguo de los Días, también prohibidas, representan a Cristo). Las iglesias ortodoxas también evitan la escultura monumental independiente, y los relieves son mucho más raros, especialmente los de gran tamaño. Por otra parte, los iconos tienen una posición teológica ligeramente diferente en la Ortodoxia y desempeñan un papel más importante en la vida religiosa que en la Catolicismo Romano, por no hablar de las iglesias protestantes.

### Bernardo de Claraval
Bernardo de Claraval (1090-1153) fue un influyente monje cisterciense que escribió contra el uso excesivo de imágenes en un contexto monástico, y fue en gran parte responsable del estilo desornamentado de la arquitectura cisterciense. Sin embargo, su ataque se centró en lo que consideraba elementos frívolos no religiosos en el arte religioso románico de su época, que, según él, distraían a los monjes de su vida religiosa. No obstante, estaba dispuesto a sacrificar también la imaginería religiosa, tanto para ahorrar dinero como para evitar "distracciones de los sentidos".

## En la Iglesia de Oriente
En la Iglesia de Oriente, peyorativa pero incorrectamente también conocida como Iglesia nestoriana por sus detractores, la oposición a las imágenes religiosas acabó convirtiéndose en la norma debido al auge del Islam en la región, donde prohibió cualquier tipo de representación de santos y profetas bíblicos. Por ello, la Iglesia se vio obligada a deshacerse de sus iconos.
Los lugares de culto pertenecientes a la Iglesia Asiria de Oriente suelen ser sencillos.
En sus hogares, los cristianos pertenecientes a la Iglesia Asiria de Oriente cuelgan una Cruz cristiana lisa en la pared oriental de la habitación principal.

## Reforma y Contrarreforma

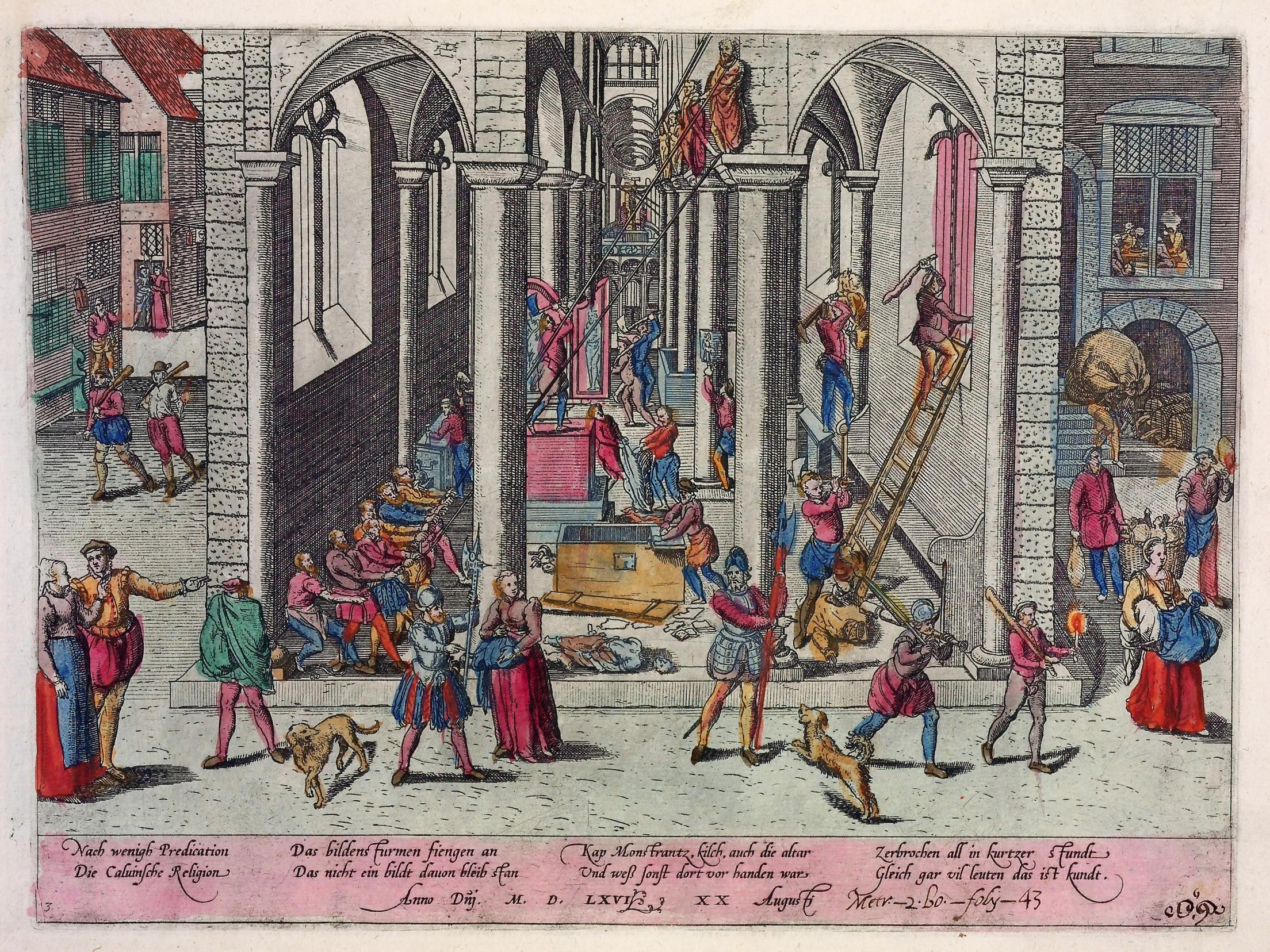
Grabado de la destrucción en la Iglesia de Nuestra Señora en Amberes por los calvinistas, el "acontecimiento emblemático" de la Beeldenstorm, el 20 de agosto de 1566, por Frans Hogenberg

La oposición a la imaginería religiosa fue una característica de movimientos protoprotestantes como los lolardos en Inglaterra.
La Reforma produjo dos ramas principales del cristianismo protestante; una era la Iglesia luterana evangélica, que seguía las enseñanzas de Martín Lutero (1483-1546), y la otra las Iglesias reformadas, que seguían las ideas de Juan Calvino (1509-1564) y de Huldrych Zwingli (1484-1531). De estas ramas surgieron tres sectas principales, la tradición luterana, así como las tradiciones  reformada continental y anglicana, estas dos últimas siguiendo en líneas generales la fe reformada (calvinista). Los luteranos y los cristianos reformados tenían opiniones diferentes sobre la imaginería religiosa.

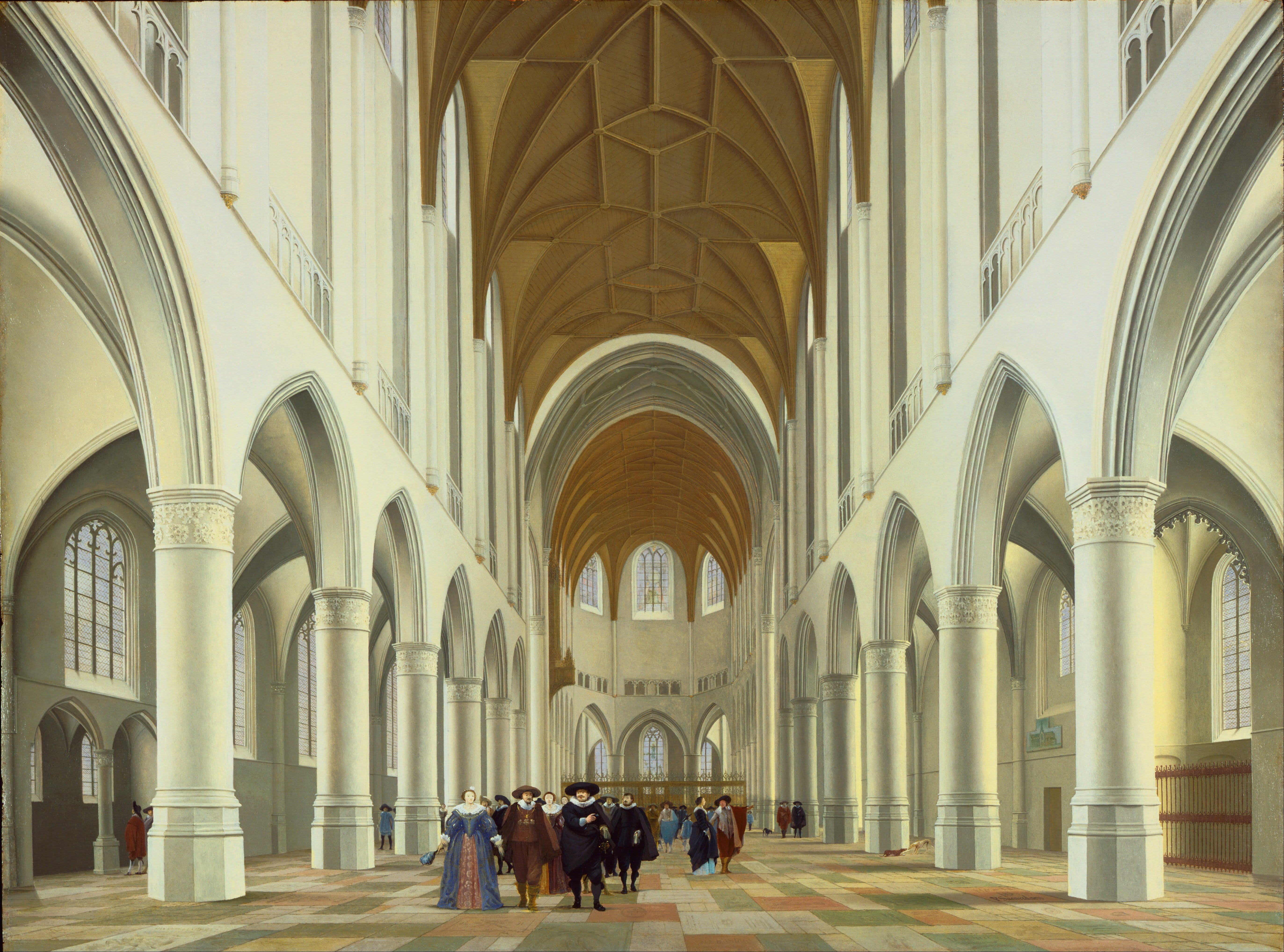
Pieter Jansz Saenredam, Interior de la Saint Bavo, Haarlem, 1631, una catedral medieval desnuda tras adoptar la fe reformada.

Para los luteranos, "la Reforma renovó más que eliminó la imagen religiosa", al menos temporalmente. El Servicio divino luterano se celebraba en iglesias ornamentadas, lo que reflejaba la visión exaltada que los luteranos tenían de la Eucaristía. Los luteranos emplearon el uso del crucifijo ya que ponía de relieve la teología de la cruz de Martín Lutero. Se encargaron retablos luteranos, como Last Supper de Lucas Cranach el Viejo (c. 1472-1553), aunque ahora tenían el doble propósito de excitar la mente a pensamientos de la Divinidad, además de servir para enseñar la doctrina luterana. El retablo de St. Peter und Paul in Weimar ejemplificaba la doctrina de la comunión de los santos mostrando a Lutero y Cranach "junto a Juan el Bautista al pie de la cruz". Los luteranos se opusieron enérgicamente a las campañas iconoclastas de los partidarios de la Reforma. Sin embargo, pocas décadas después del inicio de la Reforma, la producción de nuevas pinturas para las iglesias luteranas prácticamente había cesado, y la escultura religiosa de gran tamaño (a diferencia de las figuras más pequeñas que decoraban los púlpitos y otros accesorios) nunca se ha producido para uso luterano.

Por otra parte, en la época de la Reforma, los  calvinistas predicaron en términos violentos el rechazo de lo que percibían como prácticas católicas idolátricas, como imágenes religiosas, estatuas o reliquias de santos, así como contra la retención luterana del arte sacro. Andreas Karlstadt (1486-1541) fue el primer iconoclasta extremo, seguido de Huldrych Zwingli y Juan Calvino. Las iglesias reformadas (calvinistas), incluidas las iglesias anglicana, puritana/congregacional y Bautistas Reformados, prohibieron completamente la exhibición de iconos. ) prohibieron completamente la exhibición de imágenes religiosas. Teólogos reformados como Francis Turretin, Theodore Beza, miembros de la Asamblea de Westminster, y más tarde Robert Dabney y John Murray, rechazan explícitamente la representación de Cristo, citando argumentos extraídos de No te harás imagen alguna tallada que les dice el segundo mandamiento, así como de escritos de la Iglesia primitiva, utilizando los mismos textos y argumentos que los iconoclastas bizantinos. El calvinista Catecismo Mayor de Westminster de 1647 pregunta en la pregunta 109:
¿Cuáles son los pecados prohibidos en el segundo mandamiento?
Respuesta: Los pecados prohibidos en el segundo mandamiento son: idear, aconsejar, ordenar, usar y aprobar de cualquier modo cualquier culto religioso no instituido por Dios mismo; tolerar una religión falsa; hacer cualquier representación de Dios, de todas o de cualquiera de las tres personas, ya sea interiormente en nuestra mente, o exteriormente en cualquier tipo de imagen o semejanza de cualquier criatura.